# تسا شاپووالوا
تسا شاپووالوا (عبری: טסה שפובלובה‎؛ زادهٔ ۱۴ مارس ۱۹۶۹) تنیس‌باز اهل اتحاد جماهیر شوروی سوسیالیستی است.